# Bédouès-Cocurès
Bédouès-Cocurès – gmina we Francji, w regionie Oksytania, w departamencie Lozère. W 2013 roku liczba ludności na terenie obecnej gminy wynosiła 482 mieszkańców. Przez gminę przepływa rzeka Tarn (rzeka). 
Gmina została utworzona 1 stycznia 2016 roku z połączenia dwóch wcześniejszych gmin: Bédouès oraz Cocurès. Siedzibą gminy została miejscowość Cocurès.